# Swetlana Wassiljewna Fedorenko
Swetlana Wassiljewna Fedorenko (russisch Светлана Васильевна Федоренко, wiss. Transliteration Svetlana Vasil'evna Fedorenko; * 11. November 1972 in Oblast Rostow; † 16. August 2009 in Oblast Kaluga) war eine russische Kunstfliegerin.

## Leben
Fedorenko wurde auf einem Bauernhof im Bezirk Wolgodonsk geboren.
Sie ist Absolventin der Flugtechnischen Schule Kaluga (1996) und verdiente Meisterin des Sports (Luftsport, 2000).
Sie war seit 1995 Mitglied der russischen Nationalmannschaft. Ihre Trainer waren der verdiente Trainer Russlands W. W. Smolin und die verdienten Trainer der UdSSR K. G. Naschmudinow und A. G. Schpigowski. Sie startete für den ATSK „Prometheus“.
Sie starb an den Folgen des Absturzes ihrer Jakowlew Jak-52 in der Oblast Kaluga. Zusammen mit ihr starb der Kadett des Uljanowsker Luftfahrtinstituts Anton Chatschkowski (geb. 1989).

## Erfolge und Auszeichnungen (Auswahl)
(Quelle: )
- Medaille „Zum Gedenken an den 850. Jahrestag von Moskau“ (1999)
- Silber (2001) und Bronze (2000, 2001, 2003, 2005) bei den FAI World Aerobatic Championships
- Medaille des Ordens „Für Verdienste um das Vaterland“ II. Klasse (2002)